# Государственный университет Чжэнчжи
Государственный университет Чжэнчжи (кит. трад. 國立政治大學, англ. сокр. NCCU) — национальный исследовательский университет, базирующийся на Тайване, который считается одним из первых учебных заведений государственной службы в Китайской Республике. Основан в Нанкине в 1927 году, университет впоследствии был реорганизован в Тайбэе в 1954 году.
Считается одним из самых престижных и выдающихся университетов Тайваня.
Университет специализируется на программах искусств и гуманитарных наук, средств массовой информации, лингвистики и литературы, социальных наук, экономики, менеджмента, политики и международных программ. Это единственный университет на Тайване, финансируемый государством, который предлагает курсы журналистики, рекламы, радио и телевидения, дипломатии и нескольких языков, не преподающихся в других заведениях Тайваня. Название Чжэнчжи (政治) означает «управление» или «политика» и относится к его учреждению в 1927 году в качестве учебного заведения для высших государственных служб  национального правительства Китайской Республики. Университет имеет тесные связи с академическими учреждениями, такими как Академия Синика, Национальный университет Ян-Мин, Национальный университет Тайваня и Музей императорского дворца. В 2021 году Государственный университет Чжэнчжи стал пятым учебным заведением Тайваньской лиги университетов, внутри которой студенты могут свободно переводиться и пользоваться ресурсами различных университетов.

## История
Университет был вновь открыт в 1954 году в Тайбэе правительственным Исполнительным Юанем с целью подготовки кадров для государственной службы и удовлетворения растущих требований высшего образования на Тайване. В 1960 г. университет присудил первую степень доктора юридических наук в Китайской Республике. В 1964 году школа начала первую в мире программу китайского магистра делового администрирования на основе китайского языка.
На сегодняшний день вуз является одним из лучших университетов Тайваня, включен Министерством образования в «целевую программу развития лучших университетов».
В декабре 2019 года NCCU создал свой первый зарубежный офис в Бангкоке, помимо того, открыл филиал в Джакарте.

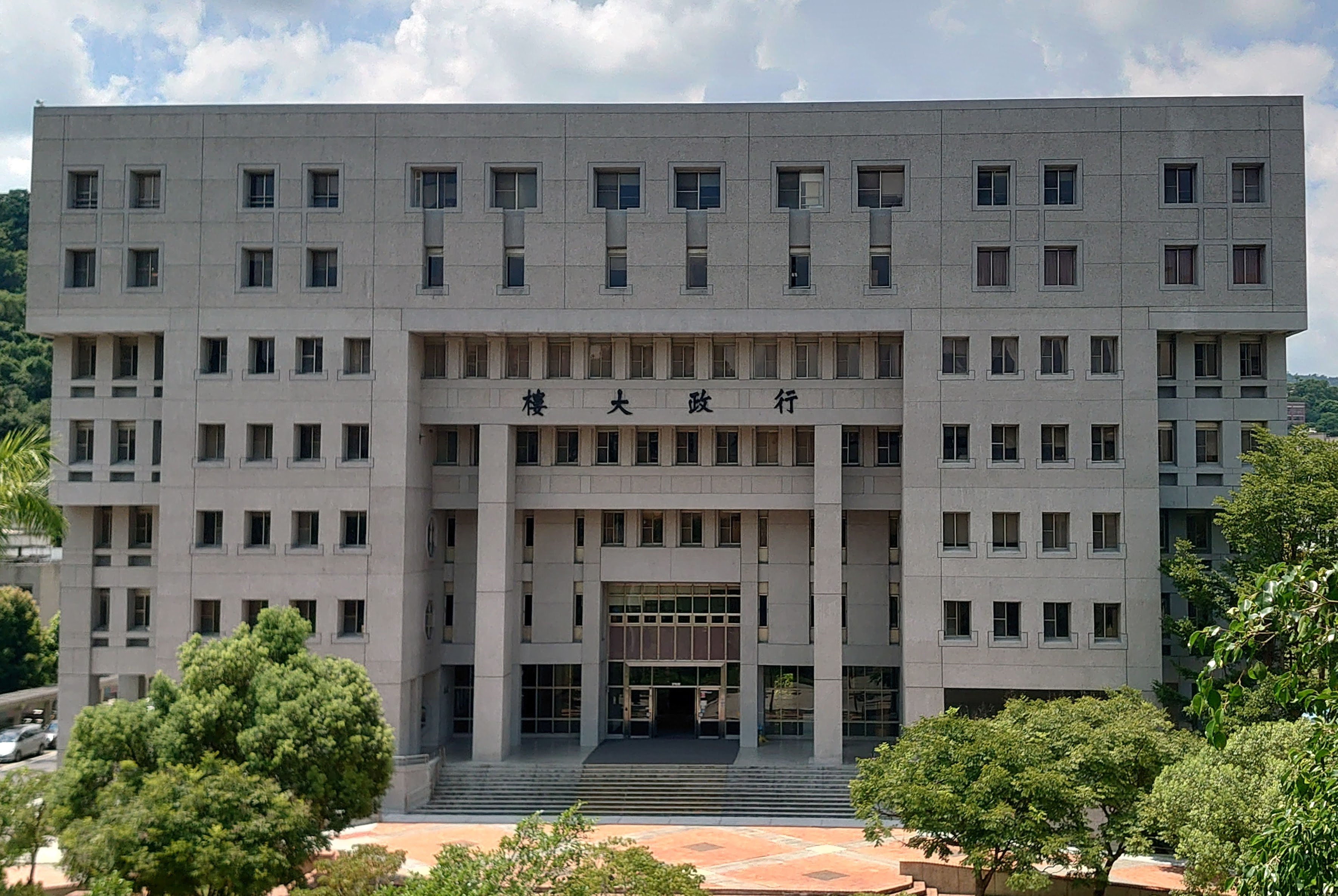
Административное здание

## Структура

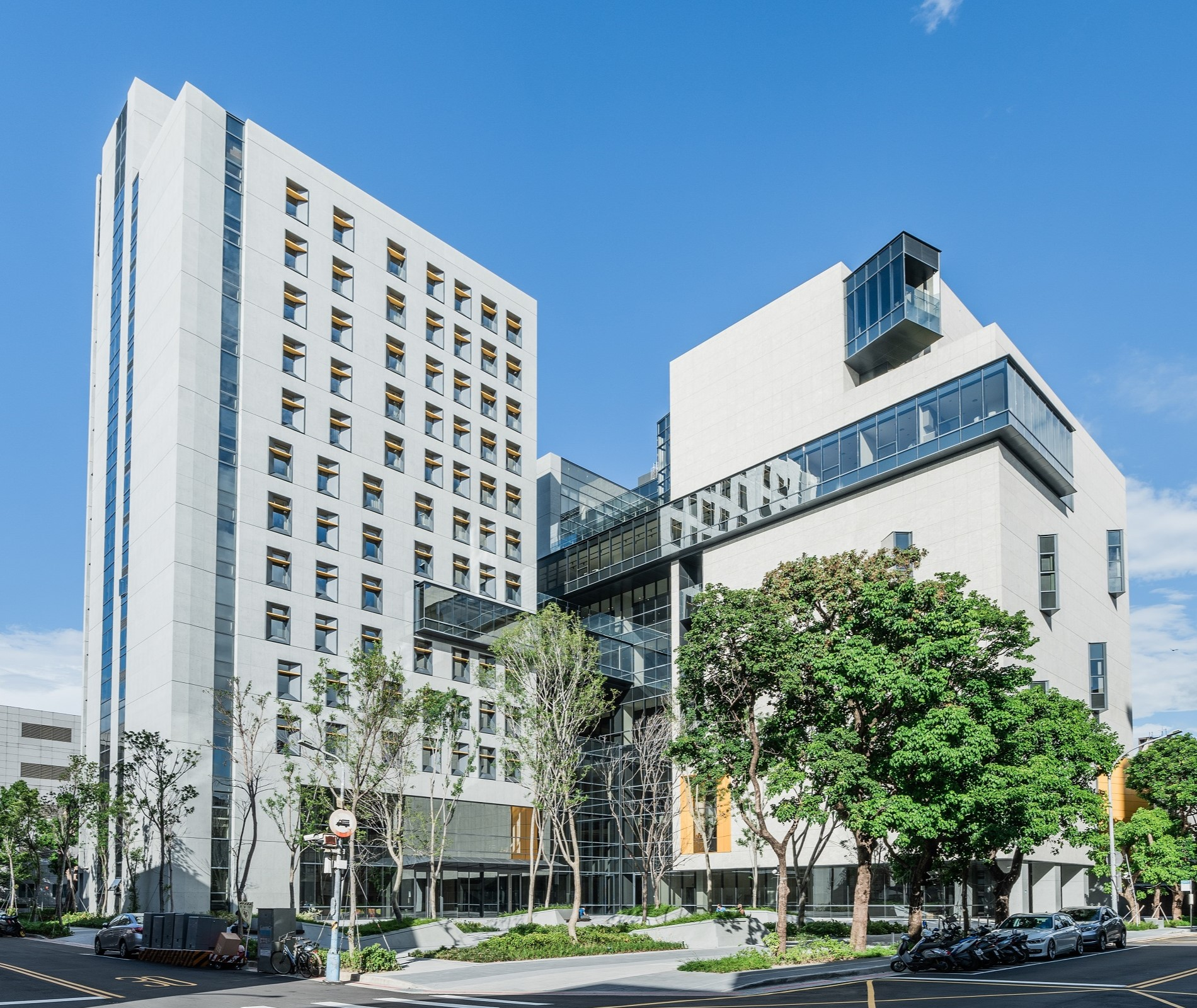
Центр повышения квалификации и делового администрирования (реконструирован в 2021 году)

Университет включает в себя: Институт Международных отношений (IIR), Центр образования в области государственного и делового администрирования, Экспериментальную начальную школу и Аффилированную среднюю школу.
В университете 11 колледжей: свободных искусств, права, коммерции, естественных наук, иностранных языков, социальных наук, коммуникации, международных отношений, образования, информатики и инноваций. 34 факультета предлагают 43 магистерские программы и 34 докторские программы. Кроме того, Государственный университет Чжэнчжи предлагает 12 магистерских программ повышения квалификации, в том числе 7 международных магистерских программ и одну международную докторскую программу.
В NCCU имеется 10 исследовательских центров университетского уровня: Институт международных отношений, Центр изучения выборов, Центр третьего сектора, Центр исследований творчества и инноваций, Центр тайваньских исследований, Центр изучения Китая, Центр гуманитарных исследований, Центр исследований аборигенов, Центр разума, мозга и обучения и Центр для изучения китайских религий. Кроме того, NCCU сотрудничает со своими дочерними учреждениями, включая среднюю школу, экспериментальную начальную школу и детский сад.
- Факультет славистики (бывший Факультет русского языка и литературы, входит в структуру Колледжа иностранных языков и литератур[13], где преподают русский, польский, чешский и украинский, считается старейшим центром изучения славянских языков на Тайване[14][15].
- Коммерческий колледж отнесён в рейтинге лучших бизнес-школ по программе Eduniversal и аккредитован Ассоциацией для развития коллегиальных школ бизнеса и Европейской системы повышения качества. Кроме того, колледж является членом «Партнерства в области международного менеджмента»[16].
- Колледж международных отношений является членом Ассоциации профессиональных школ международных отношений[17], специализируется на международных отношениях, восточноазиатских и российских исследованиях.

## Выдающиеся выпускники
Чжэн Дингван	Факультет бухгалтерского учета (окончил в 1953 году)	Бывший директор школы, профессор кафедры бухгалтерского учета.
Лю Тяньчжэн	Юридический факультет (окончил в 1954 году)	Бывший Главный судья.
Инь Яньлян	Институт управления предприятием (окончил в 1977 году)	Президент Runtai Group.
Хуан Вэньсюн	Факультет журналистики (окончил в 1950 году)	Председатель Тайваньского фонда содействия миру.
Чжоу Мэйцин	Юридический факультет (окончил в 1963 году)	Бывшая первая леди, бывший директор департамента по правовым вопросам Международного коммерческого банка Чжаофэн.
Чэнь Ханьцян	Департамент образования (окончил в 48 лет), Институт образования (окончил в 50 лет)	Председатель Фонда двустороннего образования.
Лу Чжэнсинь	Факультет международной торговли (окончил в 1955 году)	Председатель правления банка " Вантай".
Лю Цюдэ	Юридический факультет (окончил в 1956 году)	Председатель правления венчурной инвестиционной компании Yitai.
Хуан Сенсонг	Исторический факультет (окончил в 1962 году), Институт информации (окончил в 1964 году)	Издатель ежемесячного издания "Mino Today"
Чжоу Цзюньцзи	Институт управления предприятием (окончил в 1982 году)	Председатель Xinyi Housing Agency Co., Ltd.
У Фэншань	Факультет политологии (окончил в 1958 году), Институт информации (окончил в 1960 году)	Директор Культурно-просветительского фонда общественного благосостояния.
Ли Цзиньцюань	Факультет журналистики (окончил в 1958 году)	Профессор кафедры средств массовой информации и коммуникаций Городского университета Гонконга.
Su Qi	Факультет иностранных дел (окончил в 1960 году)	Председатель Фонда Тайбэйского форума.
Шань Дексинг	Факультет английского языка (окончил в 1965 году)	Заслуженный исследователь, Институт европейских и американских исследований, Academia Sinica
Ли Сяоюань	Факультет психологии (окончил в 1966 году)	Заслуженный исследователь, Институт биомедицинских наук, Академия Синика.

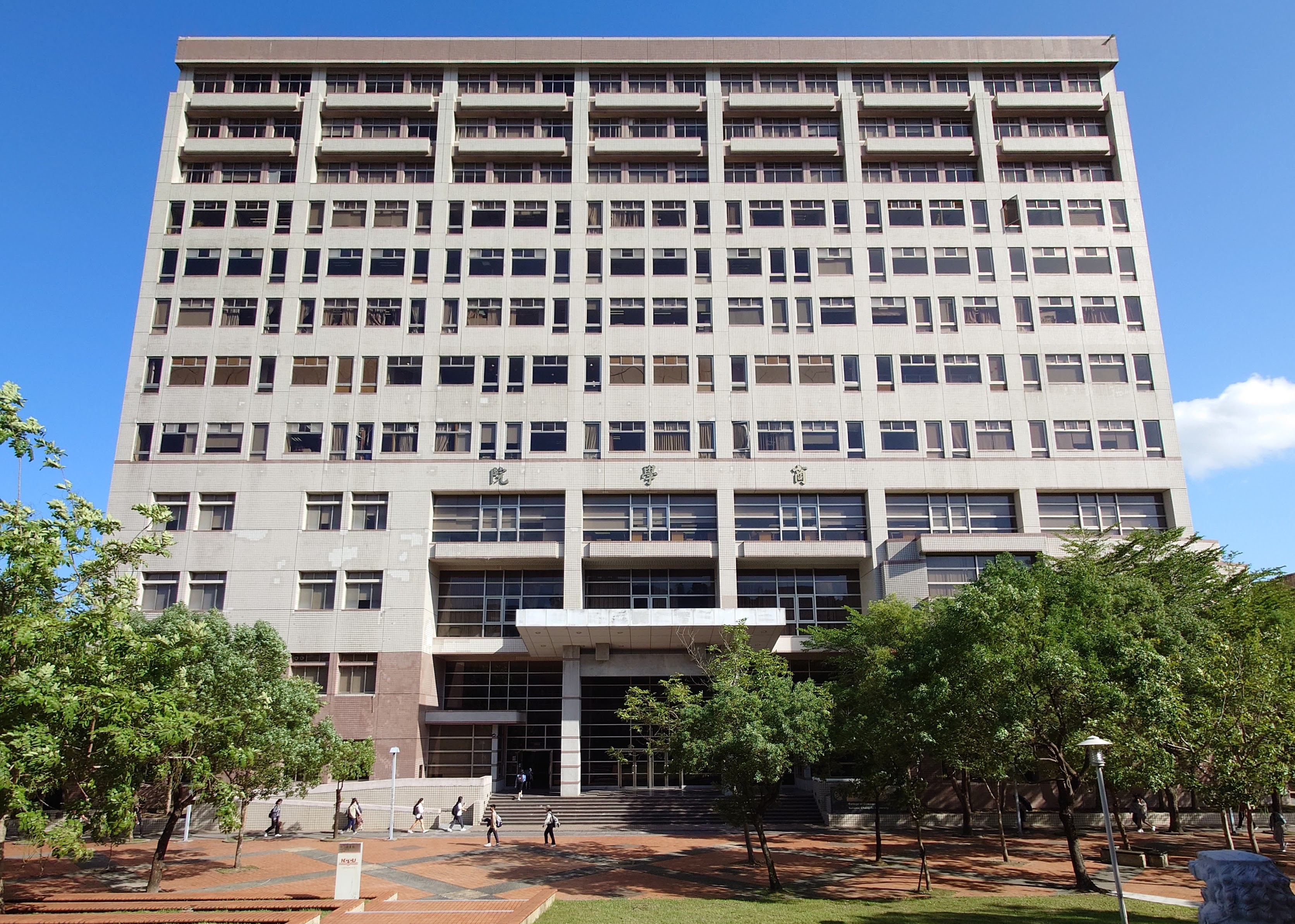
Колледж коммерции

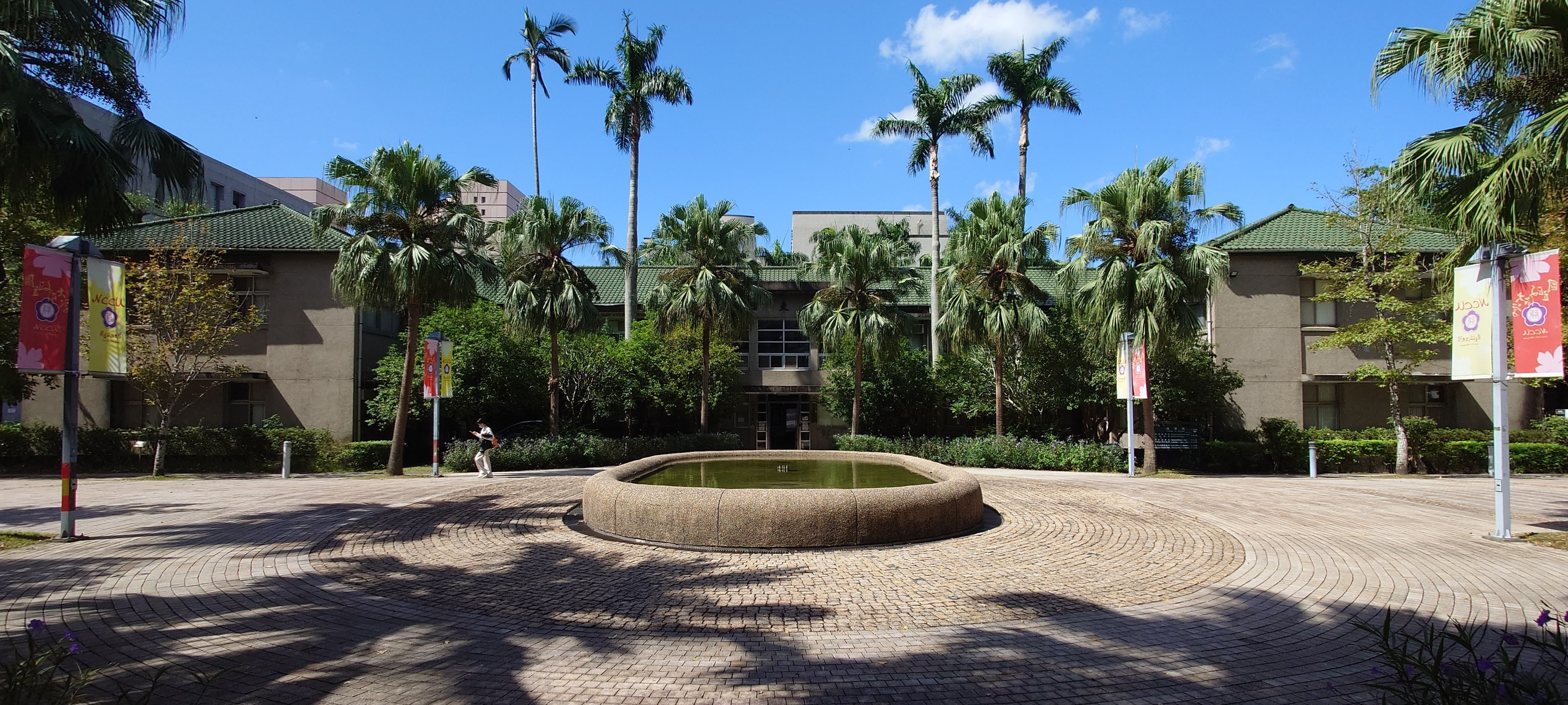
Фонтан в центральной части кампуса в тайбэйском районе Мучжа

Цзян Фэннянь	Факультет иностранных дел (окончил в 1970 году)	Председатель Jiuzhou Investment Co., Ltd.
Ю Цзилун	Факультет бухгалтерского учета (окончил в 1978 году)
Институт бухгалтерского учета (окончил в 1982 году)	Председатель и генеральный директор Объединенной бухгалтерской фирмы Anhou Jianye.
Линь Хуайминь	Факультет журналистики (окончил в 1957 году)	Основатель/ Художественный руководитель Yunmen Dance Collection.
Линь Вэньвэй	Математический факультет (окончил в 1965 году)	Профессор кафедры математики Национального университета Цзяотон.
Ли Минхуэй	Философский факультет (окончил в 1964 году)	Научный сотрудник Института китайской литературы и философии Академии Синица.
Су Ичжун	Факультет иностранных дел (окончил в 1953 году)	Председатель Hetai Xingye Co., Ltd. Председатель He'an Insurance Agency Co., Ltd. Заместитель председателя Guorui Automobile Co., Ltd. Директор Hetai Automobile Co., Ltd.
Он Лимей	Факультет бухгалтерского учета (окончил в 1967 году)	Финансовый директор Taiwan Integrated Circuit Manufacturing Co., Ltd.
Он Фейпенг	Факультет государственного управления (окончил в 1964 году)	Генеральный директор City-State Media Group.
Цзэн Чжилан	Департамент образования (окончил в 1955 году), Институт образования (окончил в 1958 году)	Академик Academia Sinica.
Цяо Лунцин	Департамент образования (окончил в 1951 году)	Ушел в отставку с поста заместителя председателя Общества образования и науки (ESS).
Ян Цзыцзян	Факультет управления предприятием (окончил в 1966 году), Институт управления предприятием (окончил в 1976 году)	Председатель консалтинговой компании Huihong.
Ван Лисин	Факультет журналистики (окончил в 1956 году)	Издатель и главный редактор культурной бизнес-группы World Vision.
Ли Фэнъюань	Магистерский класс кафедры китайского языка (окончил
в 1963 году) Докторский класс кафедры китайского языка (окончил в 1967 году)	Почетный профессор кафедры Института религии Национального университета Чжэнчжи.
Чжан Чжаошунь	Финансовый факультет (окончил в 60 лет
) Магистерская программа Финансового института (окончил в 65 лет)	Председатель правления Международного коммерческого банка "Мега".
Билинг Ябу	Магистерская программа на кафедре этнологии (окончена в 1995 году)	Директор начальной школы Боюма, район Хэпин, город Тайчжун.
Лю Байджун	Магистерский класс Института религии (завершен через 100 лет)	Руководитель проекта, Центр материалов Синьбэй, Фонд Ликсин.
Ли Наронг	Факультет государственного управления (окончил в 1968 году)	Генеральный директор Li Yuhe Pharmaceutical Co., Ltd., почетный председатель Ассоциации выпускников университета Таиланда Ченда, председатель Генеральной ассоциации Ассоциации выпускников Таиланда, проживающих на Тайване, вице-председатель Тайско-китайской ассоциации.
Хоу Джиран	Кафедра радио и телевидения (окончила в 1986 году), Магистерская программа Института радио и телевидения (окончила в 1995 году)	Режиссер, сценарист, продюсер
Брюс Билимон	Мастер-класс IMBA (завершен в 1993 году)	Министр здравоохранения и социальных служб Маршалловых островов.
Фань Няньхуа	Факультет журналистики (окончил в 1977 году)	Ведущий новостей TVBS, продюсер, Ведущий программы TVBS, продюсер
ведущий отдела новостей общественного телевидения
Ши Чжилун	Факультет арабского языка (окончил в 1967 году)	Управляющий директор Сингапурской компании Tianyin Chemical, почетный президент Всемирной федерации тайваньских торговых палат.
Хуан Сексин	Экономический факультет (окончил в 1972 году) Степень магистра юридического факультета (окончил в 1993 году)	Директор и основатель
бухгалтерской фирмы Zhongshan Pulai United, председатель Тайваньского провинциального института сертифицированных бухгалтеров.